# 瑞豐石化
瑞豐石化控股有限公司，簡稱瑞豐石化控股以及瑞豐石化（英語：Ruifeng Petroleum Chemical Holdings Limited，港交所除牌前8096.HK），於1996年成立，前身為「博軟(控股)有限公司」。
前主席陈伟能，而業務在國內經營重油深加工，以及生產軟件產品。而總部位於香港中環夏愨道12號美國銀行中心8樓818－822室。
2017年2月6日，該股份正式從港交所創業板除牌，原因是未能提供有關復牌建議，因此聯交所上市上訴委員會在2017年1月19日和20日作出有關裁決，以按照按照創業板上市規則第9.01條及9.14條，進行實施。